# TVR Tamora
TVR Tamora — спортивний автомобіль британської компанії TVR 2002–2006 років з базовою ціною 43460 фунтів, який почали виготовляти після припинення виробництва моделей TVR Chimaera, TVR Griffith. Вироблялись лише моделі з правостороннім кермом.
Випускався з кузовом 2-дверне купе та 24-клапанним рядним мотором TVR SPEED SIX об'ємом 3605 см³, потужністю 355 к.с. (261 кВт) при 7200 об/хв і крутним моментом 390 Нм при 5500 об/хв. Авто розвивало максимальну швидкість 280 км/год, прискорення 0-100 км/год за 4,2 сек., 0-160 км/год за 9,1 сек. Мотор доповнювала 5-ступінчаста ручна коробка передач. Відповідно до політики компанії модель не мала протибуксовочних систем, антиблокувальної системи, подушок безпеки. Вона стала платформою для моделі TVR T350.

## Посилання

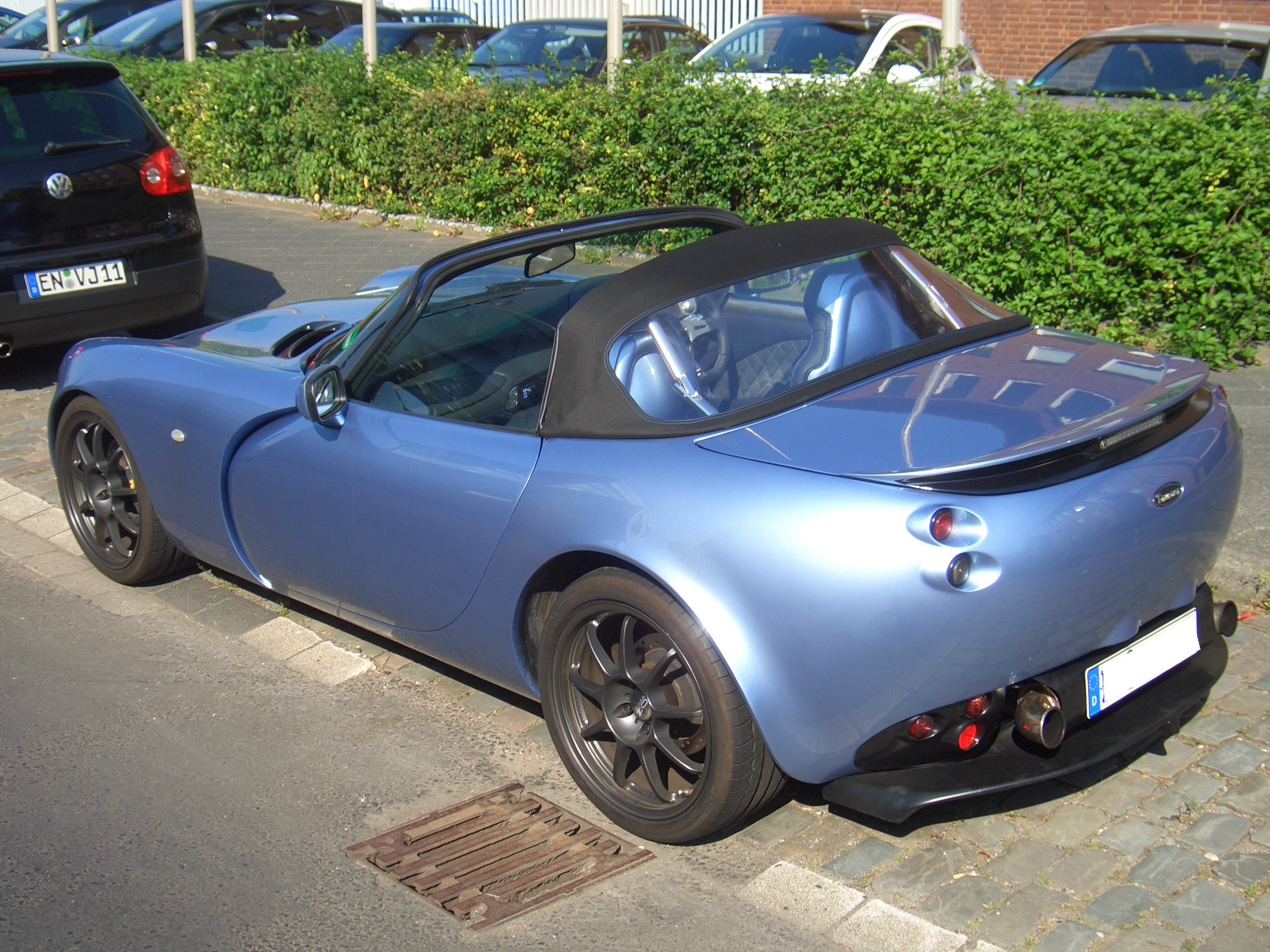
TVR Tamora. Задня частина